# Greatest Hits: My Prerogative
Greatest Hits: My Prerogative — первый сборник хитов американской певицы Бритни Спирс. Он был выпущен 8 ноября 2004 г. на Jive Records. Сборник был выпущен в двух форматах: стандартном и ограниченном с дополнительным бонусом в виде диска с ремиксами. DVD сборник с одноимённым названием был выпущен вместе с аудиоверсией. В альбом вошли три новых трека: кавер-версия "My Prerogative" Бобби Брауна, "Do Somethin'" и "I've Just Begun (Having My Fun)", которые были выпущены в цифровом формате в августе 2004. Критики дали Greatest Hits: My Prerogative смешанные отзывы. Некоторые посчитали, что он был точным портретом Спирс как характерного образа американской поп культуры, в то время, как другие заявили, что у неё недостаточно материала для сборника, а также посчитали, что он недоработанный.
Greatest Hits: My Prerogative дебютировал на верхушке чартов в Ирландии и Японии, топ-10 в пятнадцати странах, включая Австралию, Канаду, Норвегию, Швецию, Великобританию и США. Greatest Hits: My Prerogative был распродан 5 миллионами копиями по всему миру. Главный трек был выпущен первым синглом с альбома. Он достиг пика на первой строке в Ирландии, Италии, Финляндии и Норвегии, и достиг пика в топ-10 в ещё четырнадцати странах countries. "Do Somethin'" был выпущен вторым синглом с альбома.

## Предпосылка
13 августа 2004 Спирс объявила через Jive Records, что релиз её первого сборника хитов под названием Greatest Hits: My Prerogative назначен на 16 ноября 2004. Название было выбрано из-за главного сингла альбома, кавер-версии Спирс на сингл 1988 г. Бобби Брауна "My Prerogative". Кавер-версия была спродюсирована шведской командой Bloodshy & Avant. DVD с тем же названием был выпущен в тот же день с клипами Спирс. Спирс записала песню "I've Just Begun (Having My Fun)" изначально для своего четвёртого альбома, In the Zone (2003). Он был включён бонус-треком в европейскую версию In the Zone DVD. В США трек был доступен для бесплатного скачивания с издания In the Zone на Wal-Mart благодаря эксклюзивному соглашению  Wal-Mart и Sony Connect. Когда соглашение закончилось в середине 2004 г., Jive Records решил выпустить его на iTunes Store 17 августа 2004 г. "I've Just Begun (Having My Fun)" достиг пика на седьмой строке в чарте iTunes, хотя предполагалось, что он войдёт в трек-лист Greatest Hits: My Prerogative. Трек-лист был официально рассекречен 13 сентября 2004 г. В Greatest Hits: My Prerogative вошли три новых трека: "My Prerogative", "I've Just Begun (Having My Fun)" и "Do Somethin'", всех их продюсировали Bloodshy & Avant. Также был выпущен лимитированный выпуск альбома, в который вошёл бонусный диск с ремиксами песен Спирс от разных исполнителей, а также мегамикс на хиты Спирс.

## Отзывы критиков
| Оценки критиков         | Оценки критиков |
| Источник                | Оценка          |
| ----------------------- | --------------- |
| AllMusic                | [ 5 ]           |
| Associated Press        | (смешанные)     |
| BBC Online              | (одобрительно)  |
| Blender                 | [ 8 ]           |
| IGN                     | [ 4 ]           |
| MusicOMH                | (смешанные)     |
| New Straits Times       | [ 10 ]          |
| NME                     | [ 11 ]          |
| Sarasota Herald-Tribune | (одобрительно)  |
| The New York Times      | (смешанные)     |

Мэри Авозика из Sarasota Herald-Tribune выбрала "I've Just Begun (Having My Fun)" в качестве лучшего нового трека с альбома, и добавила: «Остаток альбома – это пробежка по волнам памяти, когда Спирс задавала моду поп-культуры, управляя поп-чартами, как и должна была делать долларовая мультимиллионерная певица. [...] Положа руку на сердце, никто не сможет отрицать, что Спирс записала несколько великих танцевальных хитов, и этот альбом – самый лучший способ собрать все песни в одну охапку». Фаридул Анвар из New Straits Times сказал: будьте уверены, фанаты обязательно разберут его» и выберут "Oops!... I Did It Again" и "Overprotected" в качестве лучших треков. Аннабель Литес из BBC Online посчитала, что он «калорийный как бургер из KFC, поданный на её свадьбе в стиле «чав»; двадцать «пальчики оближешь» треков, которые отражают её траекторию от милой поп тихони к похотливой шлюхе. Кристи Лемир из Associated Press заявила, что Спирс было ещё рано выпускать сборник хитов спустя каких-то пять лет, но выделила "I'm a Slave 4 U", "Toxic" и "Everytime". Энди Петч-Джекс изf MusicOMH выделил первые четыре трека и прокомментировал: «правда, некоторые мелодии прямо как пуканье пони, но иногда под зловонием там бьётся чистое золотое поп сердце».
Спенс Д. из IGN сказал: «По крайней мере, Greatest Hits: My Prerogative Бритни Спирс отражают то, что Спирс явно опытный конъюнктурщик в плане звучания, способный подражать и перенимать стили тех, которые пришли до неё со своей изюминкой и яркостью, чтобы убедить молодое поколение, что она истинное поп открытие. [...] Это такой тривиальный альбом, с которым у вас будет успех и без него потому, что Спирс – это такая широко известная персона поп-культуры». Джеймс Гашински из The Gazette сказал: «Как капсула времени, My Prerogative хорошо выполняет свою работу», но «в общей сложности хитов намного больше, чем на этом альбоме. Он пояснил: «Даже если он не так грандиозен, как обыкновенный альбом, My Prerogative работает как отражение времени, когда Бритни Спирс была отличительной фигурой американской поп-культуры». Стивен Томас Эрльюин из Allmusic согласился с Гашински, но добавил: «если вы сравните его с The Immaculate Collection, который захватил время, когда Мадонна была характерной персоной американской поп-культуры и создавался как альбом, становится ясно, что артефакт культуры не такая уж необходимая вещь, как великая музыка».
Энн Пауэрс из Blender сказала: «Хиты, собранные на My Prerogative такие же липкие, как содовая, которые практически легко отмыть. Спирс войдёт в историю, но не для чего она создана, а из-за мировой шумихи». Она назвала "...Baby One More Time" песней, которую определила её  «наследие», а также добавила: «Меньше, чем за пять минут, он в себя вмещает эмоциональный шторм, который и широко доступный, и глубоко личный. Только бы она продолжила доказывать  достоинство этого героического задания». Келефа Саннех из The New York Times сказала: «Прослушивая все её хиты за один раз, вы можете быть поражены соблазнительной простотой музыки Мисс Спирс: ритмы заострены, как копья, слова наполнены взываниями к страху и контролю, голос не выражает ничего, что вы могли бы принять за душевность».

## Коммерческое появление
В США Greatest Hits: My Prerogative дебютировал на четвёртой строке Billboard 200 с продажами 255,000 копий. Он провёл в общей сложности 32 недели в чарте. Он стал её первым альбомом, который не дебютировал на первой строке. В декабре 2004 г. Альбом был сертифицирован платиновым по данным Recording Industry Association of America (RIAA) за продажи миллиона копий с альбома. К марту 2015 Greatest Hits: My Prerogative был распродан более 1.5 миллионами копий в США. В Канаде альбом дебютировал на третьей строке с продажами 20,400 копий и был сертифицирован золотым по данным Canadian Recording Industry Association (CRIA) за продажу 50,000 единиц. В Австралии и Новой Зеландии Greatest Hits: My Prerogative дебютировал на четвёртой и семнадцатой строках в официальных чартах соответственно. Альбом был сертифицирован дважды платиновым по данным Australian Recording Industry Association (ARIA) с тиражом 140,000 копий.
В Великобритании Greatest Hits: My Prerogative дебютировал на второй строке после Encore Эминема, с продажами на первой неделе 115,341 единиц. Альбом дебютировал на третьей строке в European Top 100 Albums. Greatest Hits: My Prerogative также дебютировал на второй строке в Бельгии (Валлония), Финляндии и Дании, четвёртой в Австрии и Норвегии, топ-10 в Бельгии (Фландеры), Чехии, Италии, Португалии и Нидерландах. Он также попал в чарты Швеции и Испании. В Японии  сборник Спирс стал её первым альбомом, достигшим топовой позиции в чарте Oricon с продажами 173,145 копий, и стал 38-м самым продаваемым альбомом 2004 г. и  40-м 2005 г. На сегодняшний день он был распродан 710,124 копиями в стране и оставался там её самым продаваемым альбомом. Глобальные продажи Greatest Hits: My Prerogative достигли более пяти миллионов единиц.

## Синглы
"My Prerogative" был выпущен первым синглом со сборника. Премьера песни была назначена на радиостанциях 14 сентября 2004 г., Однако, он просочился на микстейп Будущее R&B на лейбле Real Tapemasters Inc. 10 сентября 2004 г. Кавер-версия музыкально отличается от оригинальной песни Бобби Брауна, и что примечательно, точь-в-точь относилась к отношениям Спирс со СМИ на тот момент. Он получил от смешанных до негативных отзывов от критиков, но получил мировой успех, достигнув пика в чартах в таких странах как Финляндия, Ирландия, Италия и Норвегия, и топ-10 в других четырнадцати странах.
В США "My Prerogative" был в чарте Billboard Top 40 Tracks и Top 40 Mainstream на двадцать второй и тридцать четвёртой соответственно.
Хотя никакие другие синглы не планировались, Спирс хотела снять клип для "Do Somethin'" и отправить его в релиз. Песня была выпущена синглом по всему миру, кроме Северной Америки 14 февраля 2005 г. "Do Somethin'" получил позитивные отзывы, и достиг топ-10 в Австралии, Дании, Швеции и Великобритании. Хотя песня не была выпущена в США, она достигла многих составляющих чартов Billboard из-за цифровых продаж и попала в Hot 100. Режиссёрами клипа стали Билл Вудрафф и Спирс, которая появилась в титрах под именем её альтер эго «Мона Лиза». Она также была стилистом и хореографом клипа.

## Список композиций
| №   | Название                                               | Автор(ы)                                                                                               | Продюсер(ы)                    | Длительность |
| --- | ------------------------------------------------------ | --- | ------------------------------ | ------------ |
| 1.  | «My Prerogative»                                       | Бобби Браун Джин Гриффин Эдвард Тедди Райли                                                            | Bloodshy & Avant               | 3:33         |
| 2.  | «Toxic»                                                | Кэти Деннис Кристиан Карлссон Понтус Уиннберг Генрик Джонбэк                                           | Bloodshy & Avant               | 3:18         |
| 3.  | «I'm a Slave 4 U»                                      | Чад Хьюго Фаррелл Уильямс                                                                              | The Neptunes                   | 3:24         |
| 4.  | «Oops!... I Did It Again»                              | Макс Мартин Рами                                                                                       | Мартин Рами                    | 3:32         |
| 5.  | «Me Against the Music» (featuring Madonna)             | Бритни Спирс Мадонна C. "Трики" Стюарт Табисо "Таб" Нихеринай Пенелопа Магнет Териус Нэш Гари O'Брайен | Трикстер Магнет [a]            | 3:46         |
| 6.  | «Stronger»                                             | Мартин Рами                                                                                            | Мартин Рами                    | 3:24         |
| 7.  | «Everytime»                                            | Спирс Анетт Стамателатос                                                                               | Гай Сигсуорт                   | 3:53         |
| 8.  | «...Baby One More Time»                                | Макс Мартин                                                                                            | Мартин Рами                    | 3:31         |
| 9.  | «(You Drive Me) Crazy (The Stop Remix!)»               | Йорген Элофссон Пер Магунссон Дэвид Крюгер Мартин                                                      | Мартин Рами                    | 3:18         |
| 10. | «Boys (The Co-Ed Remix)» (featuring Pharrell Williams) | Хьюго Уильямс                                                                                          | The Neptunes                   | 3:46         |
| 11. | «Sometimes»                                            | Элофсон                                                                                                | Магнуссон Крюгер Элофсон [a]   | 4:07         |
| 12. | «Overprotected – The Darkchild Remix» (Radio Edit)     | Мартин Рами                                                                                            | Мартин Рами Родни ДЖеркинс [b] | 3:06         |
| 13. | «Lucky»                                                | Мартин Рами Александр Кронланд                                                                         | Мартин Рами                    | 3:27         |
| 14. | «Outrageous»                                           | Ар Келли                                                                                               | Келли Трикстер [c] Магнет [c]  | 3:27         |
| 15. | «I'm Not a Girl, Not Yet a Woman»                      | Мартин Рами Дайдо                                                                                      | Мартин Рами                    | 3:53         |
| 16. | «(I've Just Begun) Having My Fun»                      | Спирс Майкл Белл Карлссон Уиннберг Джонбэк                                                             | Bloodshy & Avant               | 3:22         |
| 17. | «Do Somethin'»                                         | Карлссон Уиннберг Джонбэк Анжела Ханте                                                                 | Bloodshy & Avant               | 3:24         |

| №  | Название                                 | Автор(ы)                         | Продюсер (ы)                                        | Длительность |
| -- | ---------------------------------------- | -------------------------------- | --------------------------------------------------- | ------------ |
| 1. | «Toxic» (Armand Van Helden Remix Edit)   | Деннис Карлссон Уиннберг Джонбэк | Bloodshy & Avant Арманд Ван Хельден [b]             | 6:24         |
| 2. | «Everytime» (Hi-Bias Radio Remix)        | Спирс Стамателатос               | Сигсуорт Ник «Фирс» Фьоруччи [b] Тарас Харкавий [b] | 3:26         |
| 3. | «Breathe on Me» (Jacques Lu Cont Mix)    | Стивн Ли Стив Андерсон Лиза Грин | Марк Тэйлор Жак Лу Конт [b]                         | 8:08         |
| 4. | «Outrageous» (Junkie XL's Dancehall Mix) | Келли                            | Junkie XL                                           | 2:56         |
| 5. | «Chris Cox Megamix»                      |                                  | Крис Кокс                                           | 4:57         |

| №   | Название                                               | Автор(ы)                                           | Продюсер (ы)                  | Длительность |
| --- | ------------------------------------------------------ | -------------------------------------------------- | ----------------------------- | ------------ |
| 1.  | «My Prerogative»                                       | Браун Гриффин Райли                                | Bloodshy & Avant              | 3:33         |
| 2.  | «Toxic»                                                | Деннис Карлссон Уиннберг Джонбэк                   | Bloodshy & Avant              | 3:18         |
| 3.  | «I'm a Slave 4 U»                                      | Хьюго Уильямс                                      | The Neptunes                  | 3:23         |
| 4.  | «Oops!... I Did It Again»                              | Мартин Рами                                        | Мартин Рами                   | 3:30         |
| 5.  | «Me Against the Music» (featuring Madonna)             | Спирс Мадонна Стюарт Нихеринай Магнет Нэш O’Брайен | Трикстер Магнет [a]           | 3:44         |
| 6.  | «Stronger»                                             | Мартин Рами                                        | Мартин Рами                   | 3:23         |
| 7.  | «Everytime»                                            | Спирс Стамателатос                                 | Сигсуорт                      | 3:50         |
| 8.  | «...Baby One More Time»                                | Макс Мартин                                        | Мартин Рами                   | 3:30         |
| 9.  | «(You Drive Me) Crazy (The Stop Remix!)»               | Элофссон Магнуссон Крюгер Мартин                   | Мартин Рами                   | 3:16         |
| 10. | «Boys (The Co-Ed Remix)» (featuring Pharrell Williams) | Хьюго Уильямс                                      | The Neptunes                  | 3:44         |
| 11. | «Sometimes»                                            | Элофсон                                            | Магнуссон Крюгер Элофсон [a]  | 4:05         |
| 12. | «Overprotected»                                        | Мартин Рами                                        | Мартин Рами                   | 3:18         |
| 13. | «Lucky»                                                | Мартин Рами Кронланд                               | Мартин Рами                   | 3:25         |
| 14. | «Outrageous»                                           | Келли                                              | Келли Трикстер [c] Магнет [c] | 3:26         |
| 15. | «Don't Let Me Be the Last to Know»                     | Роберт Джон «Матт» Ланж Шанайя Твейн Кит Скотт     | Ланж                          | 3:50         |
| 16. | «Born to Make You Happy»                               | Кристиан Лундин Андреас Карлссон                   | Лундин                        | 4:03         |
| 17. | «I Love Rock 'n' Roll»                                 | Джейк Хукер Алан Меррилл                           | Джеркинс                      | 3:05         |
| 18. | «I'm Not a Girl, Not Yet a Woman»                      | Мартин Рами Дайдо                                  | Мартин Рами                   | 3:51         |
| 19. | «I've Just Begun (Having My Fun)»                      | Спирс Белл Карлссон Уиннберг Джонбэк               | Bloodshy & Avant              | 3:22         |
| 20. | «Do Somethin'»                                         | Карлссон Уиннберг Джонбэк Ханте                    | Bloodshy & Avant              | 3:22         |

| №   | Название                                               | Автор(ы)                                           | Продюсер (ы)                  | Длительность |
| --- | ------------------------------------------------------ | -------------------------------------------------- | ----------------------------- | ------------ |
| 1.  | «My Prerogative»                                       | Браун Гриффин Райли                                | Bloodshy & Avant              | 3:33         |
| 2.  | «Toxic»                                                | Деннис Карлссон Уиннберг Джонбэк                   | Bloodshy & Avant              | 3:18         |
| 3.  | «I'm a Slave 4 U»                                      | Хьюго Уильямс                                      | The Neptunes                  | 3:23         |
| 4.  | «Oops!... I Did It Again»                              | Мартин Рами                                        | Мартин Рами                   | 3:30         |
| 5.  | «Me Against the Music» (featuring Madonna)             | Спирс Мадонна Стюарт Нихеринай Магнет Нэш O’Брайен | Трикстер Магнет [a]           | 3:44         |
| 6.  | «Stronger»                                             | Мартин Рами                                        | Мартин Рами                   | 3:23         |
| 7.  | «Everytime»                                            | Спирс Стамателатос                                 | Сигсуорт                      | 3:50         |
| 8.  | «...Baby One More Time»                                | Макс Мартин                                        | Мартин Рами                   | 3:30         |
| 9.  | «(You Drive Me) Crazy (The Stop Remix!)»               | Элофссон Магнуссон Крюгер Мартин                   | Мартин Рами                   | 3:16         |
| 10. | «Boys (The Co-Ed Remix)» (featuring Pharrell Williams) | Хьюго Уильямс                                      | The Neptunes                  | 3:44         |
| 11. | «Sometimes»                                            | Элофсон                                            | Магнуссон Крюгер Элофсон [a]  | 4:05         |
| 12. | «Overprotected»                                        | Мартин Рами                                        | Мартин Рами                   | 3:18         |
| 13. | «Lucky»                                                | Мартин Рами Кронланд                               | Мартин Рами                   | 3:25         |
| 14. | «Outrageous»                                           | Келли                                              | Келли Трикстер [c] Магнет [c] | 3:26         |
| 15. | «Born to Make You Happy»                               | Кристиан Лундин Андреас Карлссон                   | Лундин                        | 4:03         |
| 16. | «I Love Rock 'n' Roll»                                 | Джейк Хукер Алан Меррилл                           | Джеркинс                      | 3:05         |
| 17. | «I'm Not a Girl, Not Yet a Woman»                      | Мартин Рами Дайдо                                  | Мартин Рами                   | 3:51         |
| 18. | «I've Just Begun (Having My Fun)»                      | Спирс Белл Карлссон Уиннберг Джонбэк               | Bloodshy & Avant              | 3:22         |
| 19. | «Do Somethin'»                                         | Карлссон Уиннберг Джонбэк Ханте                    | Bloodshy & Avant              | 3:22         |

| №  | Название                                 | Автор(ы)                          | Продюсер (ы)                                        | Длительность |
| -- | ---------------------------------------- | --------------------------------- | --------------------------------------------------- | ------------ |
| 1. | «Toxic» (Armand Van Helden Remix Edit)   | Деннис Карлссон Уиннберг Джонбэк  | Bloodshy & Avant Арманд Ван Хельден [b]             | 6:24         |
| 2. | «Everytime» (Hi-Bias Radio Remix)        | Спирс Стамателатос                | Сигсуорт Ник «Фирс» Фьоруччи [b] Тарас Харкавий [b] | 3:26         |
| 3. | «Breathe on Me» (Jacques Lu Cont Mix)    | Стивен Ли Стив Андерсон Лиза Грин | Марк Тэйлор Жак Лу Конт [b]                         | 8:08         |
| 4. | «Outrageous» (Junkie XL's Dancehall Mix) | Келли                             | Junkie XL                                           | 2:56         |
| 5. | «Stronger» (Miguel 'Migs' Vocal Mix)     |                                   | Мартин Рами                                         | 6:32         |
| 6. | «I'm A Slave 4 U» (Thunderpuss Club Mix) |                                   | The Neptunes                                        | 8:47         |
| 7. | «Chris Cox Megamix»                      |                                   | Крис Кокс                                           | 4:57         |

Примечания
- ↑  означает сопродюсера
- ↑  означает ремиксера
- ↑  означает вокального продюсера

## Чарты
| Чарты (2004)                    | Наивысшая позиция |
| ------------------------------- | ----------------- |
| Australian Albums Chart         | 4                 |
| Austrian Albums Chart           | 4                 |
| Belgian Albums Chart (Flanders) | 5                 |
| Belgian Albums Chart (Wallonia) | 2                 |
| Canadian Albums Chart           | 3                 |
| Czech Republic Albums Chart     | 6                 |
| Danish Albums Chart             | 2                 |
| Dutch Albums Chart              | 7                 |
| European Top 100 Albums         | 3                 |
| Finnish Albums Chart            | 2                 |
| French Compilations Chart       | 1                 |
| Irish Albums Chart              | 1                 |
| Hungarian Albums Chart          | 8                 |
| Italian Albums Chart            | 7                 |
| Japanese Albums Chart           | 1                 |
| New Zealand Albums Chart        | 17                |
| Norway Albums Chart             | 4                 |
| Polish Albums Chart             | 23                |
| Portuguese Albums Chart         | 5                 |
| Spanish Albums Chart            | 51                |
| Swedish Albums Chart            | 14                |
| Swiss Albums Chart              | 6                 |
| UK Albums Chart                 | 2                 |
| US Billboard 200                | 4                 |

## Сертификации
| Регион | Сертификация  | Продажи    |
| --- | ------------- | ---------- |
| Аргентина (CAPIF) | Золотой       | 20 000^    |
| Австралия (ARIA) | 2× Платиновый | 140 000^   |
| Австрия (IFPI Austria)                                                                                                   | Золотой       | 15,000*    |
| Бельгия (BEA) | Платиновый    | 50 000*    |
| Дания (IFPI Danmark) | Золотой       | 20 000^    |
| Финляндия (Musiikkituottajat)                                                                                            | Платиновый    | 30,623     |
| Франция (SNEP) | 2× Золотой    | 200,000*   |
| Германия (BVMI) | Золотой       | 100 000^   |
| Япония (RIAJ) | 3× Платиновый | 750 000^   |
| Норвегия (IFPI Norway)                                                                                                   | Золотой       | 20 000*    |
| Новая Зеландия (RMNZ) | Золотой       | 7500^      |
| Швейцария (IFPI Switzerland)                                                                                             | Золотой       | 20 000^    |
| Великобритания (BPI) | 3× Платиновый | 997,000    |
| США (RIAA) | Платиновый    | 1,500,000  |
| Итого |               |            |
| Европа (IFPI) | Платиновый    | 1 000 000* |
| * Данные о продажах приведены только на основе сертификации. ^ Данные о тиражах приведены только на основе сертификации. |               |            |

## История релиза
| Страна         | Дата           | Лейбл    |
| -------------- | -------------- | -------- |
| Франция        | 8 ноября 2004  | Sony BMG |
| Великобритания | 8 ноября 2004  | RCA      |
| Канада         | 9 ноября 2004  | Sony BMG |
| США            | 9 ноября 2004  | Jive     |
| Япония         | 10 ноября 2004 | Sony BMG |
| Испания        | 11 ноября 2004 | Sony BMG |
| Австрия        | 15 ноября 2004 | Sony BMG |
| Германия       | 15 ноября 2004 | Sony BMG |
| Швейцария      | 15 ноября 2004 | Sony BMG |